# Canton de Saint-Herblain-1
Le canton de Saint-Herblain-1 est une circonscription électorale française du département de la Loire-Atlantique.

## Histoire
Un nouveau découpage territorial de la Loire-Atlantique entre en vigueur à l'occasion des élections départementales de 2015. Il est défini par le décret du 25 février 2014, en application des lois du 17 mai 2013 (loi organique 2013-402 et loi 2013-403). Les conseillers départementaux sont, à compter de ces élections, élus au scrutin majoritaire binominal mixte. Les électeurs de chaque canton élisent au Conseil départemental, nouvelle appellation du Conseil général, deux membres de sexe différent, qui se présentent en binôme de candidats. Les conseillers départementaux sont élus pour 6 ans au scrutin binominal majoritaire à deux tours, l'accès au second tour nécessitant 12,5 % des inscrits au 1er tour. En outre la totalité des conseillers départementaux est renouvelée. Ce nouveau mode de scrutin nécessite un redécoupage des cantons dont le nombre est divisé par deux avec arrondi à l'unité impaire supérieure si ce nombre n'est pas entier impair, assorti de conditions de seuils minimaux. Dans la Loire-Atlantique, le nombre de cantons passe ainsi de 59 à 31.
Le canton de Saint-Herblain-1 est formé des communes de Couëron (issue de l'ancien canton de Saint-Étienne-de-Montluc) et de Sautron (issue de l'ancien canton d'Orvault), ainsi que de l'ancien canton de Saint-Herblain-Ouest-Indre (formée des communes d'Indre et de l'ouest de celle de Saint-Herblain). Il est entièrement inclus dans l'arrondissement de Nantes. Le bureau centralisateur est situé à Saint-Herblain.

## Représentation
| Période élective | Période élective | Mandat | Mandat   | Identité       | Nuance | Nuance | Qualité                                                                                |
| ---------------- | ---------------- | ------ | -------- | -------------- | ------ | ------ | -------------------------------------------------------------------------------------- |
| 2015             | 2021             | 2015   | 2021     | Hervé Corouge  |        | PS     | Cadre de la fonction publique territoriale Vice-Président à la jeunesse et citoyenneté |
| 2015             | 2021             | 2015   | 2021     | Carole Grelaud |        | PS     | Enseignante retraitée Maire de Couëron depuis 2015                                     |
| 2021             | 2028             | 2021   | en cours | Hervé Corouge  |        | PS     | Conseiller sortant                                                                     |
| 2021             | 2028             | 2021   | en cours | Carole Grelaud |        | PS     | Maire de Couëron                                                                       |

### Résultats détaillés

#### Élections de mars 2015
À l'issue du 1er tour des élections départementales de 2015, deux binômes sont en ballottage : Hervé Corouge et Carole Grelaud (PS, 38,28 %) et Jeannick Cavalin et Luc Mincheneau (Union de la Droite, 23,34 %). Le taux de participation est de 49,43 % (19 096 votants sur 38 634 inscrits) contre 50,7 % au niveau départemental et 50,17 % au niveau national.
Au second tour, Hervé Corouge et Carole Grelaud (PS) sont élus avec 58,22 % des suffrages exprimés et un taux de participation de 47,03 % (9 585 voix pour 18 166 votants et 38 629 inscrits).

#### Élections de juin 2021
Le premier tour des élections départementales de 2021 est marqué par un très faible taux de participation (33,26 % au niveau national). Dans le canton de Saint-Herblain-1, ce taux de participation est de 29,88 % (12 563 votants sur 42 038 inscrits) contre 31,09 % au niveau départemental. À l'issue de ce premier tour, deux binômes sont en ballottage : Hervé Corouge et Carole Grelaud (PS, 29,25 %) et Etienne Lechat et Anne Thebaud (Union à gauche avec des écologistes, 21,21 %).
Le second tour des élections est marqué une nouvelle fois par une abstention massive équivalente au premier tour. Les taux de participation sont de 34,36 % au niveau national, 32,4 % dans le département et 31,08 % dans le canton de Saint-Herblain-1. Hervé Corouge et Carole Grelaud (PS) sont élus avec 54,1 % des suffrages exprimés (5 723 voix pour 13 071 votants et 42 055 inscrits),,.

## Composition
| Nom                                    | Code Insee | Intercommunalité | Superficie (km2) | Population (dernière pop. légale)                | Densité (hab./km2) | Modifier                                    |
| -------------------------------------- | ---------- | ---------------- | ---------------- | ------------------------------------------------ | ------------------ | ------------------------------------------- |
| Saint-Herblain (bureau centralisateur) | 44162      | Nantes Métropole | 30,02            | Fraction : 25 816 (2022) Commune : 50 561 (2022) | 1 684              | modifier les données · modifier les données |
| Couëron                                | 44047      | Nantes Métropole | 44,03            | 23 541 (2022)                                    | 535                | modifier les données · modifier les données |
| Indre                                  | 44074      | Nantes Métropole | 4,72             | 4 172 (2022)                                     | 884                | modifier les données · modifier les données |
| Sautron                                | 44194      | Nantes Métropole | 17,28            | 8 534 (2022)                                     | 494                | modifier les données · modifier les données |
| Canton de Saint-Herblain-1             | 4424       |                  |                  | 62 063 (2022)                                    |                    | modifier les données                        |

Le canton de Saint-Herblain-1 comprend :
1. trois communes entières,
2. la partie de la commune de Saint-Herblain située à l'ouest d'une ligne définie par l'axe des voies et limites suivantes : depuis la limite territoriale de la commune d'Indre, quai Emile-Cormerais, rue du Plessis-Bouchet, rue du Souvenir-Français, chemin du Vigneau, rue Vasco-de-Gama, place Magellan, rue Christophe-Colomb, impasse Charles-Trenet, rue François-Rabelais, allée Prosper-Mérimée, avenue Louis-Guilloux, boulevard du Val-de-la-Chézine, rue Paul-Dukas, ligne droite dans le prolongement de la rue du Congo, allée Jean-Philippe-Rameau, allée Antonio-Vivaldi, avenue des Naudières, avenue des Bergeronnettes, avenue des Rouges-Gorges, avenue des Roitelets, avenue de Cheverny, avenue des Thébaudières, jusqu'à la limite territoriale de la commune d'Orvault.

## Démographie
En 2022, le canton comptait 62 063 habitants, en évolution de +10,53 % par rapport à 2016 (Loire-Atlantique : +6,68 %, France hors Mayotte : +2,11 %).
| 2013   | 2018   | 2022   |
| ------ | ------ | ------ |
| 51 378 | 57 911 | 62 063 |